# Platysaurus orientalis
Platysaurus orientalis är en ödleart som beskrevs av  Vivian William Maynard Fitzsimons 1941. Platysaurus orientalis ingår i släktet Platysaurus och familjen gördelsvansar.

## Underarter
Arten delas in i följande underarter:
- P. o. orientalis
- P. o. fitzsimonsi